# Фрейм (телекомунікації)
Фрейм, кадр (в комп'ютерних мережах і телекомунікації) — блок цифрових даних для передачі інформації. Він містить елементи синхронізації кадрів, тобто послідовність бітів або символів, що робить можливим для приймача визначити початок і кінець кадра в потоці символів або бітів. Якщо приймач під'єднаний до системи в середині передачі кадру, він ігнорує дані, поки не виявить нову послідовність кадрової синхронізації.
У комп'ютерних мережах, кадр пакета даних на рівні 2 моделі OSI. Кадр (англ. frame) «одиниця передачі в протоколі канального рівня, і складається з заголовка канального рівня, за яким відразу йде пакет».
Приклади:
- Ethernet кадри (до 1500 байтів плюс заголовки),
- PPP кадри,
- кадри модема V.42.

У галузі телекомунікацій, зокрема в каналах зв'язку з поділом за часом (TDM) і мультиплексованих каналах зв'язку з поділом за часом (TDMA), кадр є циклічно повторюваний блок даних, що набирається з фіксованого числа часових інтервалів, які йдуть один за одним для логічного каналу TDM або TDMA передавача. У цьому контексті кадри типові для фізичного рівня. 

Приклади застосування: TDM SONET/SDH та ISDN з комутацією B-каналу. TDMA прикладами є комутовані послуги стільникового зв'язку в мережах другого і третього покоління.
Кадр також типовий для часового розділення при дуплексі, коли мобільний термінал може передавати протягом одних часових інтервалів і приймати при інших.